# Lord (hudební skupina, Hluk)
Lord je rocková skupina, která vznikla v roce 1982 dohodou tří spolužáků na Základní škole v Hluku. Zpočátku zkoušeli hrát svou vlastní tvorbu ve sklepech a garážích zakládajících členů. V roce 1983 přijali do kapely o 1 rok mladšího bubeníka.
Byli silně ovlivněni rockovou novou vlnou. Jelikož neměli přehrávky, nemohli oficiálně vystupovat. Několikrát hráli jako hosté s místní skupinou Gaston a na soukromých akcích. V roce 1987 kapela přerušila svou činnost. Pauza se protáhla skoro na 30 let.
V roce 2015 byli osloveni, aby vystoupili na akci LEGENDY. A od tohoto roku se datuje i plné obnovení činnosti skupiny. Kapela se s chutí opět pustila i do tvorby nových písní. 
V roce 2016 uspořádali koncert v Euroklubu v Hluku, kde zahráli fanouškům jak staré, tak i nové věci. 
V roce 2017 nahráli své první album LORD 1984 > 1987, kde jsou písně z těchto let.
V roce 2018 uspořádali koncert spojený se křtem tohoto alba.
8. 5. 2019 vydali svůj první videoklip s písní Kanál, který režíroval Maks Tkachenko..
Následně 5. 8. 2020 vydali svůj druhý klip s novou písní Anděl.
Kapela hraje od začátku ve stejném složení. V roce 2020 se rozhodli, po dlouhém váhání, rozšířit sestavu o dalšího kytaristu, protože zakládající kytarista, který žije trvale v USA, se z důvodů omezení spojených s covidem-19 nemohl zúčastnit plánovaných koncertů.

## Členové
- Petr Bachan - kytara, zpěv
- Vít Svadbík - baskytara, zpěv
- Martin Plaček - klávesy
- Michal Fanta - bicí

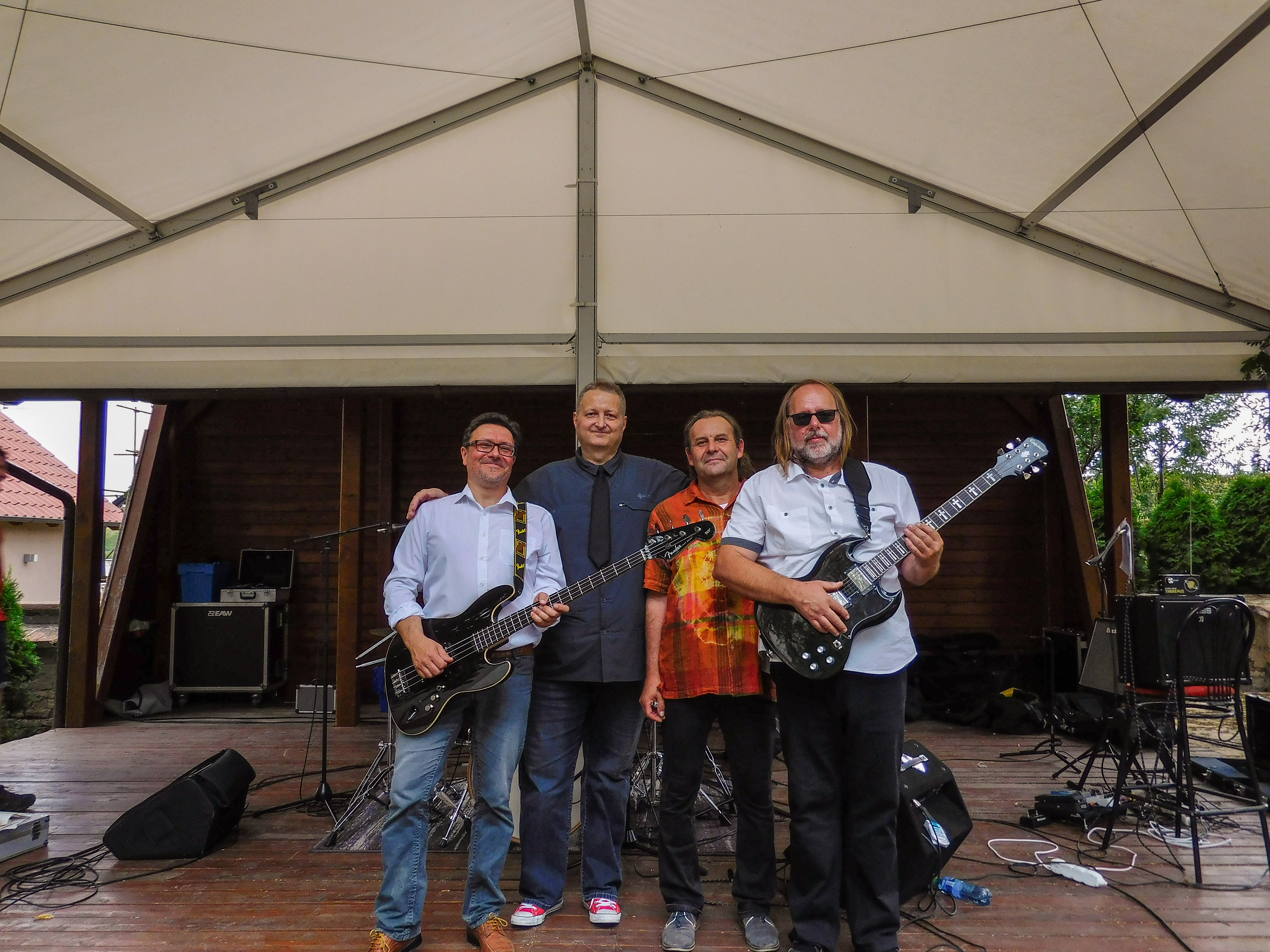
zleva Vít, Michal, Martin a Milan

- Milan Chaloupka - kytara (členem od roku 2020)

## Alba

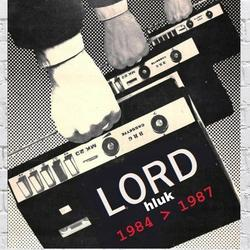
První album kapely LORD s názvem LORD 1984 > 1987

### LORD 1984 > 1987
(Vydáno v roce 2017)
- Megafon
- Jaký pán ...
- Počasí
- Džin
- Jarní ráno
- Kanál
- Nech to být
- Delirium
- Teplák
- Co je?